# イスメーネ (小惑星)
イスメーネ (190 Ismene) は、小惑星帯に位置する、比較的大きな小惑星の一つ。P型小惑星に属し、とても暗くて氷が存在すると推定されている。
イスメーネの軌道は小惑星帯の外縁近くに位置し、ヒルダ群に分類される。
1878年9月22日にアメリカ合衆国の天文学者、クリスチャン・H・F・ピーターズによりニューヨーク州クリントンで発見され、ギリシア神話に登場するアンティゴネの妹イスメーネー（イスメネ）にちなんで命名された。